# 2023 en Égypte
Chronologie de l'Égypte
- 2019
- 2020
- 2021
- 2022
- 2023
- 2024
- 2025
- 2026
- 2027

 2021 par pays en Afrique — 2022 par pays en Afrique — 2023 par pays en Afrique — 2024 par pays en Afrique — 2025 par pays en Afrique
Cet article traite des événements qui se sont produits durant l'année 2023 en Égypte.

## Événements

### Janvier
- x

### Février
- x

### Mars
- du 16 mars au 22 mars : 
  - Coupe d'Afrique junior de hockey masculin 2023.
  - Coupe d'Afrique junior de hockey féminin 2023[1].

### Avril
- x

### Mai
- x

### Juin
- x

### Juillet
- x

### Août
- x

### Septembre
- x

### Octobre
- x

### Novembre
- x

### Décembre
- 10 au 12 décembre : élection présidentielle en Égypte.

## Décès
- 16 janvier : Mansour el-Issaoui, homme politique
- 23 janvier : Sami Sharaf, homme politique
- 4 février : Chérif Ismaïl, homme politique
- 29 mai : Kamal Chatila, homme politique
- 11 juin : Magda Saleh, danseuse de ballet
- 14 juin  : Henri Boulad, prêtre jésuite

#### L'année 2023 dans le reste du monde
- L'année 2023 dans le monde
- 2023 en Afrique
- 2023 en Europe, 2023 dans l'Union européenne, 2023 en Belgique, 2023 en France, 2023 en Italie, 2023 en Suisse
- 2023 par pays en Amérique • 2023 par pays en Asie • 2023 en Océanie
- 2023 aux Nations unies
- Décès en 2023
- Pandémie de Covid-19 en Égypte